# Caméra une première
Caméra une première est une série télévisée dont la diffusion a débuté en 1979 sur TF1. Elle est composée 23 téléfilms indépendants. La série s'arrête en 1982.

## Distribution
- Acteurs récurrents	
  - Dora Doll : (épisodes 1 - 3 et 5 en 1981)
  - Marie-Anne Chazel : (épisode 1 en 1979 et épisode 6 en 1981)
  - Henri Virlojeux : (épisode 6 en 1981 et épisode 2 en 1982 )
  - Christian Bouillette : (épisode 1 en 1979 - épisode 1 en 1981)
  - Caroline Jacquin : (épisode 2 en 1981 - épisode 1 en 1982)
  - Maurice Biraud : (épisode 1 en 1981 - épisode 3 en 1982)
  - Jean Lescot : (épisode 2 en 1980 - épisode 1 en 1982)
  - Dominique Valadié : (épisode 1 et 5 en 1981)
- Autres acteurs
  - Annie Degroote : (épisode 1 de 1981)
  - Jean-Pierre Bastid : (épisode 5 de 1981)
  - François Maistre : (épisode 6 en 1980)
  - Micheline Presle : (épisode 2 en 1981)
  - Thierry Lhermitte : (épisode 5 en 1980)
  - Danielle Darrieux : (épisode 5 en 1980)
  - André Dussollier : (épisode 6 en 1981)

## Épisodes

### Première saison 1979
1. Les Naufragés du Havre[1], téléfilm de Michel Léviant
2. Ann Dollwood[2], téléfilm de Jean-François Delassus

### Deuxième saison 1980
1. L'Oasis, téléfilm de Marcel Teulade
2. Je dors comme un bébé[3], téléfilm de Jacques Fansten
3. Code 41 617[4], téléfilm de Claude Vajda
4. Le Labyrinthe de verre[5], téléfilm de Maté Rabinovsky
5. Une puce dans la fourrure, téléfilm de Jean-Pierre Prévost
6. La Gardienne[6], téléfilm de Alain Ferrari
7. Ils furent rois tout un matin [7], téléfilm de Régis Milcent
8. Nous ne l'avons pas assez aimée[8], téléfilm de Patrick Antoine

### Troisième saison 1981
1. Eole Epifanio[9], téléfilm de Antoine Gallien
2. L'Âge d'aimer[10], téléfilm de Jean-François Delassus
3. Square X[11], téléfilm de Jean Kerchbron
4. Dans quelques instants[12], téléfilm de Michel Parbot
5. L'Étouffe grand-mère, téléfilm de Jean-Pierre Bastid
6. Pollufission 2000[13], téléfilm de Jean-Pierre Prévost
7. Le Porte-clefs[14], téléfilm de Bernard Saint-Jacques
8. L'Homme des rivages[15], téléfilm de Henri Helman

### Quatrième saison 1982
1. La France de Joséphine[16], téléfilm de Peter Kassovitz
2. En votre aimable règlement[17], téléfilm de Jean-Claude Charnay
3. Jules et Georgia[18], téléfilm de Robert Valey
4. L'Accompagnateur[19], téléfilm de Pierre Boutron
5. C'est pas le rêve ici[20], téléfilm de Jean-Claude Charnay